# ويليام هنري هوكينز
ويليام هنري هوكينز (1861 في أستراليا - 10 أغسطس 1930) (بالإنجليزية: William Henry Hawkins)‏ هو سياسي ولاعب كريكت نيوزلندي.

## وصلات خارجية
- ويليام هنري هوكينز على موقع إي آس بي آن كريك إنفو (الإنجليزية)